# شركة ثلاثة وخمسون
شركة FiftyThree ، هي شركة أمريكية خاصة للتكنولوجيا متخصصة في أدوات الابتكار والإبداع المتنقل. لقد كانوا صانعي الورق، و Apple App في عام 2012 من Apple ، و Pencil ، وقلم الرسم الرقمي، و Paste ، وهي أداة عرض تقديمي تعاونية. كان لدى FiftyThree مكاتب في مدينة نيويورك وسياتل.
في 21 أغسطس 2018، وي ترانسفير المكتسبة الأصول FiftyThree وبراءات الاختراع. على هذا النحو، أصبحت تطبيقات Paper and Paste الآن من منتجات WeTransfer. من بين 14 موظفاً في FiftyThree ، انضم 12 إلى WeTransfer ، بما في ذلك الفريق التنفيذي للشركة بالكامل.

## التاريخ
شارك في تأسيس FiftyThree عام 2011 من قبل جورج بتشنيج، وجوناثان هاريس، وجوليان ووكر، وأندرو س. ألين. زملاء سابقون في شركة مايكروسوفت، تهدف الشركة إلى بناء أدوات إبداعية كانت أقل إرهاقا من قبل واجهة المستخدم الكثيفة المشتركة للبرامج المستخدمة من قبل المتخصصين المبدعين.
بدأ العمل في البداية من خلال شقة Petschnigg ، وبدأ العمل على أول منتج لهم، Paper ، الذي تم إطلاقه في مارس 2012 وتم اختياره من قبل Apple كأفضل تطبيق لـ iPad لهذا العام. تم إصدار اثنين من المنتجات الإضافية، كتاب من قبل FiftyThree و Moleskine ، وقلم رصاص من FiftyThree ، في عام 2013،  تليها إصدارات 2014 من FiftyThree SDK و Mix ، وإصدار Paper 3.0.
وفقا لمقال عام 2013 على Wired.com، اسم "FiftyThree" مراجع الحيز المادي في الشخص الذي يخلق: «متناول ذراع الإنسان العادي هو 53 سم... نوع من المجال غير مرئية تشمل الرأس والقلب، وقماش بيضاء.» 
ومنذ نشأتها، والشركة لديها احتفظت بنسبة 1: 1 تقريبًا من المصممين للمهندسين،  ويتكون الفريق من موظفين عملوا سابقًا في Microsoft و Sonos وGoogle وAdobe و Apple وNike ، من بين شركات أخرى، واعتبارًا من ديسمبر 2014، توظف الشركة 51 شخصًا.
وفي يونيو 2013، أعلنت FiftyThree رفع سلسلة 15 مليون $ A جولة من التمويل، كريس ديكسون أدى في آندرسن هورويتز.وكان من بين المستثمرين الآخرين SV Angel's Ron Conway ، و Highline Ventures 'Shana Fisher ، و Thought Capital's Josh Kushner ، ومؤسس Twitter / Square Jack Dorsey .
تعاونت FiftyThree مع Women's Wear Daily في فبراير 2013 لتصوير أسبوع أزياء مرسيدس-بنز في مدينة نيويورك،  وفي يوليو 2013 عقدا شراكة مع Royal Palaces التاريخية في لندن لتقديم التكنولوجيا إلى معرض Fashion Rules في Kensington Palace. وقد اشتركت بعد ذلك مع (RED)  في زيادة الوعي وتمويل الإيدز، و GE  لاستخدام الفن لتصور نشاط الدماغ، و Skillshare  لتدريس الفصول الدراسية باستخدام Paper. تم تدريس دروس Skillshare من قبل الفنان Shantell مارتن وخبيرة التصور البيانات كاثرين مادن.
في عام 2014، نقلت شركة FiftyThree مقرها الرئيسي في نيويورك إلى 60 هدسون، الموطن الأصلي لشركة ويسترن يونيون ، ونقلت مكاتبها في سياتل إلى ساحة بايونير التاريخية.
في مارس 2015، أعلنت شركة FiftyThree عن جمع مبلغ 30 مليون دولار أمريكي من تمويل الجولة ب، بقيادة Dayna Grayson في New Enterprise Associates (NEA). وبدعم من NEA ، ستعمل FiftyThree على زيادة عروض منتجاتها في مجال الأعمال والتعليم.

## منتجات

### ورقة
Paper by FiftyThree هو تطبيق للآي باد تم إطلاقه في مارس 2012. بعد أسبوعين من إصداره، جمعت 1.5 مليون عملية تنزيل وتم إنشاء 7 ملايين صفحة في Paper. اعتبارًا من أبريل 2014، تم تنزيل الورق أكثر من 10 ملايين مرة وتم إنشاء أكثر من 100 مليون صفحة. وفقًا لمدونة FiftyThree ، قضى المبدعون ألف عامًا في التطبيق معًا.
يحتوي الورق على دفاتر رقمية يمكن للمستخدمين من خلالها إنشاء اسكتشات أو رسوم بيانية أو رسوم توضيحية أو ملاحظات أو رسومات ومشاركتها عبر البريد الإلكتروني أو عبر الويب. يتوفر الورق بعشر لغات مختلفة، وهو مجاني للتنزيل، ويأتي بأداة رسم. يمكن إضافة الأدوات الإضافية Sketch و Outline و Write و Color و Mixer عبر عمليات الشراء داخل التطبيق. تم بناء ورقة باستخداممكتبة الرسوميات المفتوحةإطار OpenGL ، مما يجعله أول أداة إنتاجية تتوافق مع عالم الألعاب الرقمية. تشتمل تدفقات الورق بين المهام التي تتضمن 3D والظلال في الوقت الفعلي على ميزة الإرجاع بالتأشير باللمس وإيماءة اللمس. zoom 
أصدرت Paper أداة جديدة في أكتوبر 2012: Mixer ، والتي تتيح للمستخدمين إنشاء ألوان مخصصة من خلال «خلط» لونين معًا في اللون بشكل جيد. اعتبارًا من أبريل 2014، تم إنشاء أكثر من 47 مليون لون باستخدام Mixer.
في مايو 2013، تم طرح Made With Paper Stream لعرض إبداعات المستخدم. تبعت إضافة «وضع العرض التقديمي» بعد قليل، مما يتيح للمستخدمين إخفاء درج الأدوات والقوائم عند توصيل الورق بشاشة عرض أو جهاز عرض آخر.
يتضمن الإصدار الخامس عشر من تحديث ورقة نظام التشغيل iOS 7 في شهر مارس 2014  وتحديث Paper 2.1.0 لشهر نوفمبر 2014 تكامل Adobe Creative Cloud ، الذي يسمح للمستخدمين بتصدير الصفحات الورقية مباشرةً إلى Adobe Creative Cloud Storage وبرامج Adobe Photoshop و Illustrator. في ديسمبر 2014، قام FiftyThree بتحديث الورق ليشمل ميزات Color Picker و Swap Background Colors ، والتي تسمح للمستخدمين على التوالي بتجربة الألوان من اللوحة وحفظها في لوحة الألوان، وتبادل ألوان الخلفية دون أن تفقد الرسومات.
في سبتمبر 2014 أطلقت شركة FiftyThree Mix. Mix هو جزء عام من Paper حيث يمكن للمستخدمين مشاركة أعمالهم، أو العمل على الإنشاء المشترك لشخص آخر. يحتوي المزيج على قوالب وخطوط خارجية وبرامج تعليمية وملاحظات ورسومات تخطيطية، وتلتزم جميع الإبداعات المشتركة بالملكية العامة العامة. تم تحديث ميكس الإصدار 2.2 من ديسمبر 2014 في Mix للسماح للمستخدمين بإضافة أصدقاء من Tumblr و Twitter و Facebook إلى قائمة جهات الاتصال الخاصة بهم. تمت إضافة ميزة البحث الشامل أيضًا، والتي تمكن المستخدمين من العثور على الأشخاص على Mix واتباعهم بأسمائهم ورسائلهم الإلكترونية. في مارس 2015، بعد 157 يومًا من الإطلاق، أعلنت شركة FiftyThree أن Mix قد تجاوزت مليون حساب تم إنشاؤها.
في فبراير 2015، أعلنت شركة FiftyThree عن أدوات الرسم، والرسم التخطيطي، والكتابة، والكتابة، واللون، والممزج في Paper ، وهي متاحة مجانًا في كل تنزيل لتطبيق Paper. أصبح الإصدار المجاني للأدوات متوفرًا مع تحديث Paper 2.3.1.
في مايو 2015، أعلنت شركة FiftyThree عن Think Kit ، ثلاث أدوات مجانية إضافية في الورق موجهة نحو إنشاء الرسوم البيانية والرسوم البيانية. تستخدم الأدوات، التي يطلق عليها «الرسم التخطيطي، والقص، والتعبئة»، نظام التعرف على الرسوم وتسجيله الخاص بـ FiftyThree والذي يطلق عليه Intention Engine. يكتشف ويصحح العشرات من الأشكال المخططة في الوقت الحقيقي، مما يتيح للمستخدمين إنشاء مخططات جاهزة للرسوم البيانية، والرسوم البيانية، والرسوم البيانية، والتدفقات، والإطارات السلكية، والنماذج.
جنبا إلى جنب مع Think Kit ، قدم FiftyThree قائمة مشاركة جديدة تسمح للمستخدمين بفتح العمل في تطبيق Paper في التطبيقات الإنتاجية الأخرى بما في ذلك Trello و Slack و Dropbox و Box وأكثر من ذلك. يمكن أيضًا تصدير مجلات كاملة إلى تنسيقات PDF و Powerpoint.
في سبتمبر 2015، أحضر FiftyThree Paper إلى iPhone بإصدار Paper 3.0. قدموا اثنين من الميزات الجديدة: أداة استيراد الصور وأداة النص. باستخدام استيراد الصور، يمكن للمستخدمين التقاط الصور الفوتوغرافية واستيرادها والتعليق عليها وتمييزها. تتيح ميزة التمرير إلى النمط في الأداة النصية للمستخدم تنسيق النص وإنشاء نقاط نقطية عن طريق التمرير إلى اليسار أو اليمين على الشاشة. تم استبدال واجهة الدفتري الكلاسيكية بـ "Spaces"، حيث يتم ترتيب الأفكار الفردية في عرض الشبكة. قام FiftyThree بتعديل خدمة Mix أيضًا، بما في ذلك تبديل الاسم إلى "People You Follow".
في تشرين الثاني 2017، أضاف التطبيق اشتراكًا شهريًا اختياريًا وتمت إعادة تصميمه لنظام التشغيل iOS 11 .

### قلم رصاص و The FiftyThree SDK
قلم رصاص من FiftyThree هو القلم الرقمي على غرار قلم رصاص من النجار. تم إطلاقه في نوفمبر 2013 في الولايات المتحدة وكندا، وجاء في نموذجين: الجرافيت، مصنوع من الألومنيوم المصقول، والجوز، مصنوعة من الجوز الذي يتم حصاده بشكل مستدام. في يناير 2015، أعلنت شركة FiftyThree عن توفر طراز ثالث من قلم رصاص: قلم رصاص ذهبي، مصنوع من ألمنيوم مطلي بالأنودة. قلم رصاص هو قلم نشط يتضمن ميزاته الرئيسية محو حذف الرافضة، والمزج. يوجد داخل الحافة والممحاة محولات مطلية بالذهب عيار 14، مما يسمح للقلم بالاتصال بجهاز iPad عبر البلوتوث LE .يسمح برنامج Palm Rejection من Pencil للمستخدمين بتثبيت يدهم على iPad أثناء الرسم، حيث يتيح Blend للمستخدمين التلطيخ أو الطمس بأطراف الأصابع، وتمكّن الممحاة المدمجة المستخدمين من تقليب قلم الرصاص لمسحها. القلم Pencil معتمد بتقنية Bluetooth Smart ويحتوي على بطارية مدمجة تشحن من منفذ USB.
في يوليو 2014، أعلنت شركة FiftyThree عن شركة FiftyThree SDK ، التي تسمح لمطوري البرامج بدمج Pencil بشكل كامل في تطبيقات الجهات الخارجية. أطلقت FiftyThree SDK بالشراكة مع تطبيقات Procreate و Noteshelf و Squiggle. في نوفمبر 2014 تم إضافة Mobile Mouse و Autodesk's Sketchbook إلى قائمة تطبيقات Pencil-ready ،  متبوعة ببرنامج Microsoft OneNote ، و Adobe Illustrator Draw ، و Adobe Photoshop Sketch ، و PicsArt Photo Studio ، و Tayasui Sketches ، و Astropad ، و PDFpen 2، و Flowpaper ، و ZoomNotes في 2015 .
في سبتمبر 2014، حدّث تطبيق FiftyThree قلم رصاص لـ iOS 8 وأدخل ضغط السطح. يعمل الضغط السطحي على تغيير تباين الخطوط المرسومة في الورق استنادًا إلى التحولات المتجاوبة بين حافة وقلمة Pencil الواسعة.
أوقفت شركة FiftyThree أعمالها المتعلقة بالأجهزة في عام 2016.

### كتاب
في أكتوبر 2013 أطلق FiftyThree Book بالتعاون مع Moleskine. Book عبارة عن دفتر ملاحظات مطبوع مكون من 15 صفحة ومطبوع خصيصًا لرسومات تخطيطية للمستخدم. وهو عبارة عن نسق تم اختراعه حديثًا، وفي المرة الأولى، أنشأ Moleskine مجلة لتتناسب تمامًا مع نسبة العرض إلى الارتفاع 4x3 لجهاز iPad. تصنع الصفحات في الكتاب من ورق مستدام وتستخدم الطباعة الرقمية الملونة 4 من HP. صورة الغلاف واللون الفقري واللون قابلة للتخصيص. طلب العملاء كتب من داخل تطبيق Paper. اعتبارًا من سبتمبر 2015، تم إيقاف خدمة الكتب.

### معجون
Paste هو برنامج عرض مدفوع تم إصداره في عام 2017، وتم تصميمه للعملاء من المؤسسات. التطبيق متاح لنظام iOS وعلى الويب.

## التعرف على
حازت شركة Paper by FiftyThree على لقب App of the Year من قبل Apple في عام 2012. في عام 2012، فازت Paper بجائزة Apple Design Award ، وهي جائزة Crunchie Award لأفضل تصميم، وكانت الفائزة بجائزة AIGA Design.
في عام 2013، وفاز بجائزة رقة التفاعل IxDA،  الذهب IDSA في IDEA الجائزة، ومعترف بها من قبل فنون الاتصال في التصميم السنوي التفاعلية لها. كما عرضت شركة تايم ثلاث مرات في قائمتها السنوية 10 من الشركات الناشئة في نيويورك.
في عام 2014، فاز Pencil by FiftyThree بجائزة Crunchie for Best Design ،  وهي جائزة IDAA فضية من IDSA في فئة أجهزة الكمبيوتر، و IDEA Gold for Packaging. الكتاب من قبل FiftyThree و Moleskine فاز بجائزة IDAA الذهبية IDSA من التصميم الرقمي.
في عام 2015، فازت ميكس بجائزة "Interactive Communication" السنوية التفاعلية لفئة الأجهزة / الأجهزة المحمولة،  وحصلت على جائزة برونزية في جوائز إديسون في فئة الخدمات التعاونية.